# 72876 Vauriot
72876 Vauriot este o planetă minoră (asteroid), cu un diametru de 3,82 km, din centura de asteroizi. A fost descoperită pe 20 mai 2001 la observatoire des Pises⁠(d) de observatoire des Pises⁠(d). 
Obiectul prezintă o orbită caracterizată de o semiaxă mare de 2,5377215714568 UAi, o excentricitate de 0,2, o înclinație de 16,1 ° în raport cu ecliptica.